# Arachnodes biimpressus
Arachnodes biimpressus là một loài bọ cánh cứng trong họ Bọ hung (Scarabaeidae).